# Інспектор міліції
Інспектор міліції — спеціальне звання вищого начальницького складу міліції (ГУРСМ) НКВС в 1936 - 1943 роках. 
Дорівнювало комісарові державної безпеки 3-го рангу в ГУДБ НКВС СРСР, комкору в РСЧА і флагманові 1-го рангу в РСЧФ. Це спеціальне звання за рангом було нижче від  директора міліції і вище від старшого майора міліції.

## Історія звання
Постановою ЦВК СРСР і РНК СРСР від 26 квітня 1936 року наказом НКВС № 157 від 5 травня 1936 року для начальницького складу органів робітничо-селянської міліції НКВС СРСР були введені персональні спеціальні звання, серед спеціальних звань вищого начальницького складу міліції було звання «інспектор міліції».
9 лютого 1943 року, Указом Президії Верховної Ради СРСР «Про звання начальницького складу органів НКВС і міліції» замість спеціальних звань у РСМ ввели нові, які в середнього та старшого начальницьких складів збігалися з військовими званнями. Для вищого начальницького складу ввели особливі спеціальні звання комісарів міліції 1, 2 та 3 рангів. Замість спеціального звання інспектора ввели спеціальне звання комісар міліції 3-го рангу.

## Знаки розрізнення
У 1931 році в міліції для позначення посадових розрядів вводиться система знаків розрізнення посадових рангів подібна до армійської, замість попередньої своєрідної системи побудованої на використанні на петлицях певної кількості «геральдичних щитів». У новій системі молодший командний склад позначався певною кількістю трикутників на петлицях, середній командний та начальницький склад — квадратів («кубарів»), старший командний та начальницький склад — прямокутників («шпал»), вищий командний та начальницький склад — ромбів. В 1936 році в РСМ НКВС вводяться персональні спеціальні звання, а також повністю змінюються знаки розрізнення. На петлицях начальницького складу з’являються просвіти, кількістю відповідною до складу носія. Середній начальницький склад мав по одному просвіту, старший – два, вищий – три просвіта. Також на петлицях, в залежності від звання розташовувалися сріблясті п’ятипроменеві зірочки. Інспектор міліції мав на петлицях з трьома просвітами по дві зірочки. 
З 1939 року, коли в міліції були введені знаки розрізнення армійського зразка, інспектор міліції отримує на бірюзові петлиці з червоними кантами по три сині ромби. Ці знаки розрізнення (за виключенням службових кольорів) збігалися зі знаками розрізнення армійського комкору. Слід зауважити, що в 1931-1936 роках, відповідні знаки розрізнення були у 12-го (другого за старшістю) рангу працівників міліції.

## Носії
- 11.07.1936 - Жупахін Сергій Георгійович (1888-1940), начальник Управління Робітничо-Селянської Міліції УНКВС Ленінградської області
- 11.07.1936 - Климов Михайло Юхимович (1897?), начальник відділу підготовки Головного Управління Робітничо-Селянської Міліції НКВС СРСР
- 11.07.1936 - Невернов Адам Сергійович (1895-1962), начальник відділу карного розшуку Головного Управління Робітничо-Селянської Міліції НКВС СРСР
- 21.04.1939 - Москов Володимир Семенович (1901-?), начальник відділу залізничної міліції Головного управління Робітничо-Селянської Міліції НКВС СРСР
- 14.03.1940 - Галкін Олександр Григорович (1904-1971), начальник Головного Управління Робітничо-Селянської Міліції НКВС СРСР [1]
- 14.03.1940 – Романченко Віктор Миколайович (1906-1950), начальник Управління Робітничо-Селянської Міліції м. Москви УНКВД Московської області [2]
- 17.03.1942 - Грушко Євген Семенович (1894-1955), начальник Управління Робітничо-Селянської Міліції УНКВС Ленінградської області [2]

| Молодше звання Старший майор міліції | ГУРСМ НКВС 1936-1943 Інспектор міліції | Старше звання Директор міліції |